# Ordre du Nigeria
Ne doit pas être confondu avec Ordre national du Niger.
 (mai 2021).
Le Nigeria est devenu indépendant le 1er octobre 1960. En 1963, il est devenu la république fédérale du Nigeria. Celle-ci a institué deux ordres honorifiques : l’ordre du Niger et l'ordre de la République fédérale.

## Remise
Les deux distinctions les plus élevées, celles de grand-commandeur de l'ordre de la République fédérale et de grand-commandeur de l'ordre du Niger sont décernées respectivement au président et au vice-président du Nigeria. Le président de la Cour suprême et celui du Sénat sont de droit commandeurs de l'ordre du Niger.

## Grades
Le Nigeria a suivi l'exemple britannique pour la forme et la structure de l'ordre. Il existe également des lettres post-nominales pour indiquer l'appartenance d'une personne à l'ordre.
- Grand commandeur de l'ordre du Niger (GCON)
- Commandeur de l'ordre du Niger (CON)
- Officier de l'ordre du Niger (OON)
- Membre de l'ordre du Niger (MON)

Il existe une division civile et une division militaire. Le ruban de celle-ci se distingue par une petite ligne rouge centrale.

## Personnalités liées
- Aloma Mariam Mukhtar (1944-), juriste nigériane.
- Stella Chinyelu Okoli (1944-), pharmacienne, philanthrope et entrepreneure nigériane